# Haskell Curry
Haskell Brooks Curry (Millis (Massachusetts), 12 september 1900 - State College (Pennsylvania), 1 september 1982) was een Amerikaanse wiskundige en logicus. Hij was de zoon van de onderwijzer Samual Silas Curry. De functionele programmeertalen Haskell en Curry zijn naar hem vernoemd evenals het concept van currying in combinatorische logica.

## Biografie
Hij heeft gestudeerd aan Harvard University en behaalde zijn Ph.D. aan de Georg August University te Göttingen, onder leiding van David Hilbert. Hij heeft lesgegeven aan de Harvard universiteit (Princeton) en van 1929 tot 1966 aan de Pennsylvania State Universiteit. In 1942 publiceerde hij de paradox van Curry en in 1966 werd hij professor in de wiskunde aan de Universiteit van Amsterdam.
Terwijl hij te Göttingen studeerde, las Haskell het werk van Moses Schönfinkel waarin combinatorische logica werd geïntroduceerd, een bepalende gebeurtenis in zijn loopbaan. Zijn proefschrift ging hier dan ook over en in zijn verdere loopbaan bleef hij met dit onderwerp bezig. Hij is hierdoor de grondlegger en tevens de grootste naam van dit vakgebied geworden. Combinatorische logica is de basis voor een bepaalde stijl van functionele programeertalen en de kracht van combinatorische logica is vergelijkbaar met de lambdacalculus van Alonzo Church. Het laatstgenoemde formalisme heeft redelijk de overhand gekregen in de laatste paar decennia.
Curry schreef en gaf ook les over wiskundige logica in het algemeen; dit resulteerde in 1963 in Foundations of Mathematical Logic (funderingen van de wiskundige logica). In zijn filosofische ideeën over de wiskunde gaf hij, in navolging van zijn mentor Hilbert, de voorkeur aan het formalisme wat stelt dat formele (wiskunde of logische) beweringen geen betekenis hebben maar de zaken die zij voorstellen wel. Zijn geschreven werken geven wel blijk van een grote filosofische nieuwsgierigheid en een open blik tegenover intuïtionistische logica.